# Аламбик

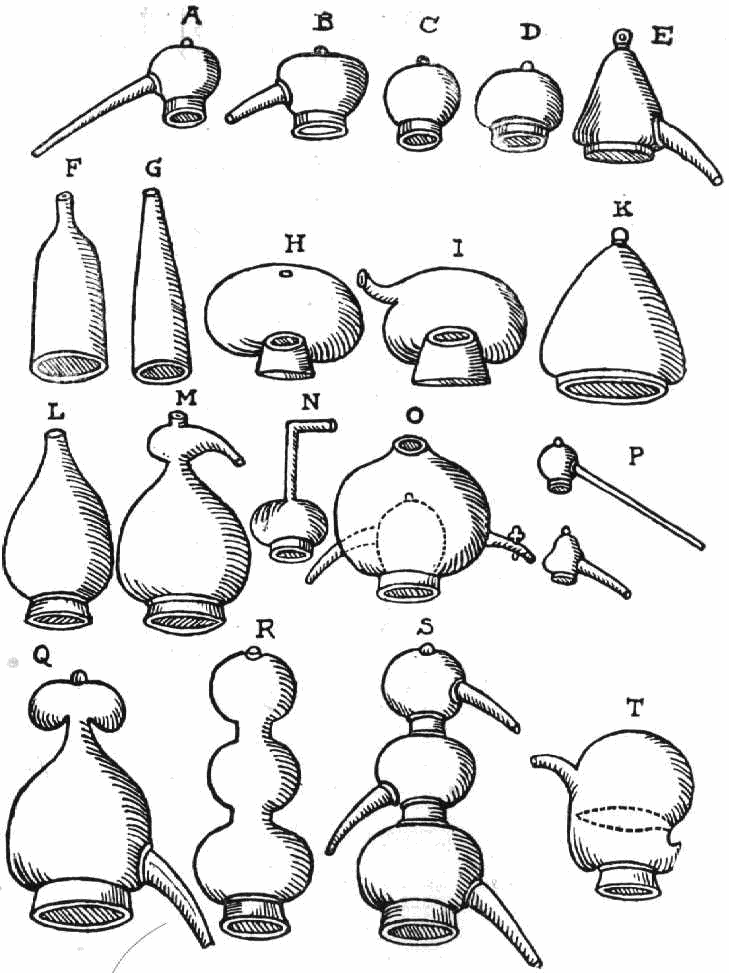
Аламбики из книги об алхимии 1606 года

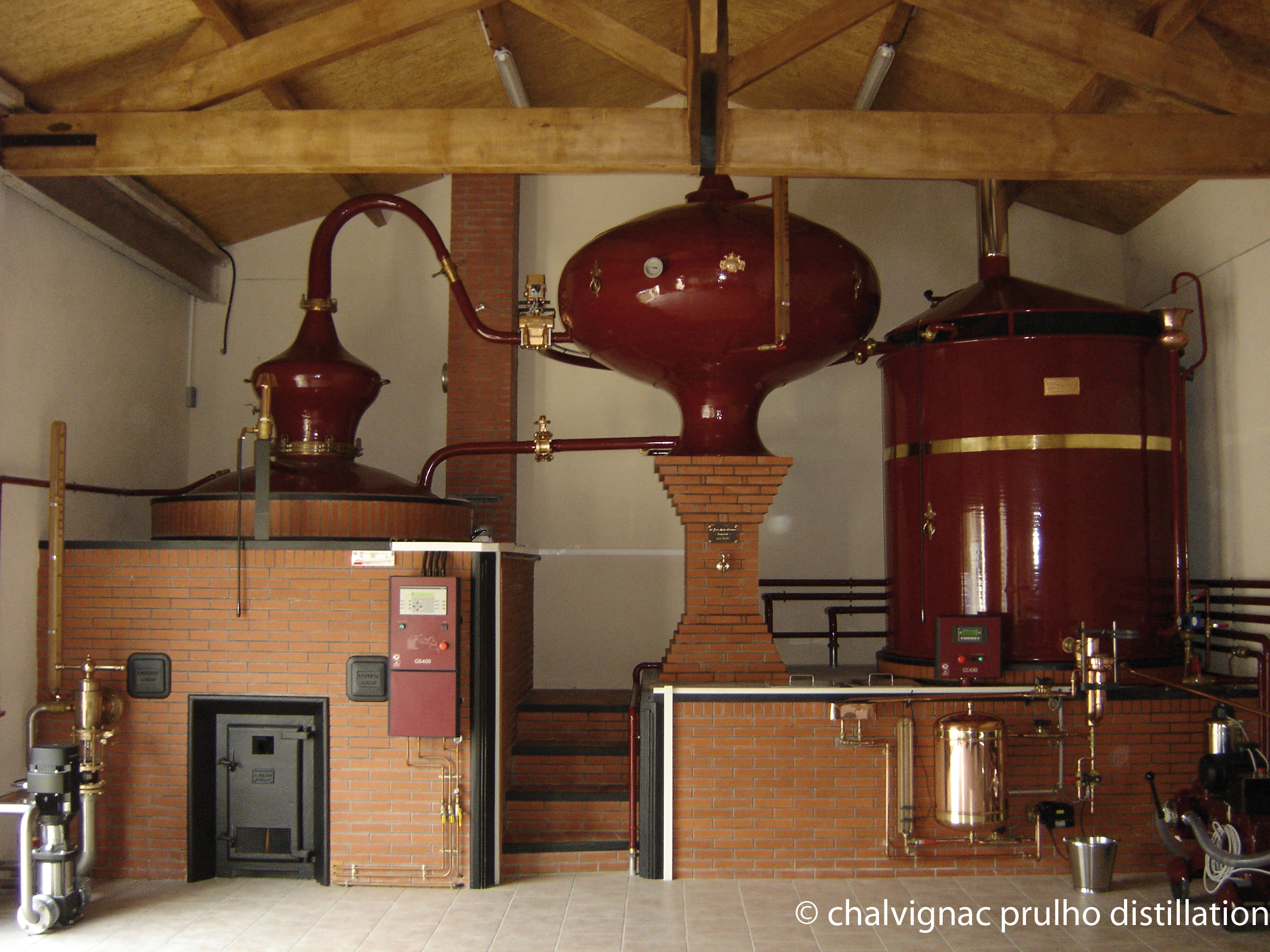
Шарантский аламбик для перегонки спирта

Аламбик (фр. alambic от араб. الإنبيق‎, al-inbīq) — обычно медный или стеклянный перегонный куб особой конструкции, предназначенный для дистилляции спирта. Конструктивно состоит из конденсатора, шлема, трубы для отвода пара и непосредственно перегонного куба.
В Европу метод пришел из Египта, где с помощью аламбиков перегоняли воду и разнообразные смолы с целью получения целебных и косметических масел. Перегонка вина с помощью медных перегонных кубов известна с III в., когда латинский производитель и торговец тканями Маппэ Клавикул решил попробовать использовать гнилой виноградный жмых для получения синей краски для ткани.
При этом арабы использовали вертикальную разновидность аламбика — алькинар/алькитар, в котором охладитель, как правило, размещается сверху. Такой вариант аламбика имеет в своей конструкции сито из меди, а также специальную промежуточную емкость, которая размещена между шлемом и кубом. Для изготовления эфирных масел алькинар является более подходящим вариантом благодаря наличию емкости для сырья.
С развитием в XV в. алхимии, в которой довольно часто использовалась дистилляция, аламбики получили более широкое распространение в Европе. Позже благодаря аламбикам стремительно стало развиваться парфюмерное дело.
К концу XVI в. из-за перепроизводства вина становятся хуже по качеству и содержанию алкоголя, что делает невозможным их длительную транспортировку морем в страны Северной Европы. Для решения этой проблемы голландцы начинают установку своих перегонных устройств и пробуют дистиллировать местные вина в brandwijn, или «жжёное вино», — аналог будущего бренди. К началу XVII в. в хозяйствах Тонне-Шаранта голландский аламбик был усовершенствован французами, которые начали экспериментировать с двойной перегонкой вина. Для этой цели применялся особенный аламбик, разработанный мастерами из морского порта Тонне-Шарант. Таким образом появился новый продукт — винный дистиллят, который при перевозке морем уже не изменяет свои качества. Позднее развитие технологии привело к появлению коньяка.
Начиная с XVI в. во всех развитых европейских странах начинают заниматься перегонкой спирта, который в дальнейшем применяется в качестве основы для самых разнообразных алкогольных напитков, имеющих различные вкусовые качества. В тех зонах Европы, где виноград не произрастает по каким-либо причинам, в роли сырья выступает кукуруза, зерно, картофель и даже некоторые экзотические фрукты. В дальнейшем алкогольная промышленность стала стремительно развиваться, а сами самогонные аппараты становились значительно больше. В зависимости от регионов применения аламбики имеют некоторые технологические и внешние различия.
В XIX в. аппараты получили значительные усовершенствования в техническом плане, за счет чего удалось повысить не только уровень их производительности, но и крепость получаемого таким образом спирта.
В первой половине XX в. шотландец Роберт Штейн работает над конструкцией аламбика, который сможет выполнять постоянную перегонку.
В настоящее время аламбики, выполненные из высококачественной меди, применяются в производстве коньяка и арманьяка. Округлая форма аппарата предотвращает процесс скапливания винных взвесей по углам емкости.
Выход спирта напрямую зависит от геометрических размеров аламбика. По этой причине на промышленных предприятиях преимущественно используются крупногабаритные перегонные кубы, чаще всего имеющие шарантскую конструкцию.

## Литература

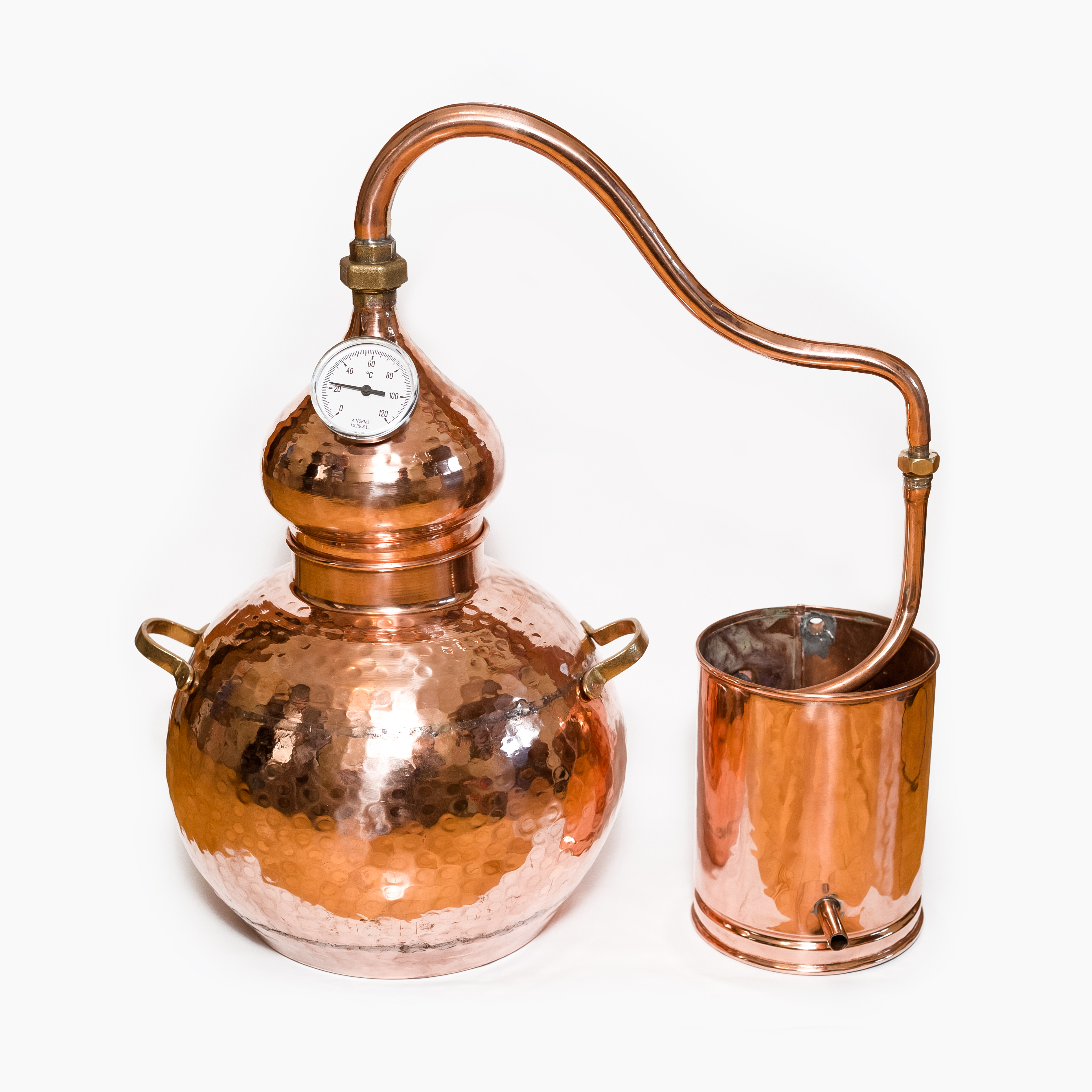
Аламбик классический